# Зилите (детский журнал)
Зилите (латыш. Zīlīte, «синичка») — детский журнал для октябрят, издававшийся на латышском языке в Латвийской ССР с августа 1958 года Центральным Комитетом Ленинского коммунистического союза молодёжи Латвии в рамках развития детской литературы. Издание прекращено в 2016 году как нерентабельное, последний номер вышел в январе 2016 года.

## Создание
Идея издания журнала для младшеклассников появилась у сотрудников журнала Bērnība (латыш. Детство), и в августе 1958 года вышел первый номер «Зилите». До 1977 года «Синичка» выпускалась в той же редакции, «материнский» журнал преобразился в Draugs (латыш. Друг), после чего ЦК ЛКСМ Латвийской ССР принял решение о выделении детской редакции в самостоятельную.
Как поясняла многолетний редактор журнала Инесе Спура, издание адресовалось двум категориям читателей. Тем, кто уже умеет или учится читать (для них «Зилите» периодически выпускал различные азбуки: Азбуку Поведения и Дорог Лаймониса Вацземниека, «Азбуку в загадках» Валдиса Лукса, «Птичью азбуку» Витаута Людена и т. д.). Ко второй категории относятся малыши, которых привлекают яркие картинки, и им читают взрослые. Им адресованы изорассказы (серия рисунков Дзидры Ринкуле-Земзаре о животных, «Чип и Чап» Мариса Путныня, «Нюркинс» Гунара Берзиня, «Кот Фердинанд и пес Густав» Угиса Межавилкса и др.).
Журнал быстро набирал популярность: с 35 тысяч экземпляров в начале выпуска его тираж к 1970 году удвоился (74 тыс. экз).

## Авторы
В «Зилите» увидели свет многие творения классиков латышской советской литературы: стихи Ояра Вациетиса (который начал сочинять для детей по инициативе журнала) и «Цветные сказки» Иманта Зиедониса. В журналах «Берниба» и «Зилите» формировался творческий почерк бывшего моряка, а затем детского писателя и поэта Валдиса Гренкова.
С публикации в журнале начался триумфальный путь «Сказки о Коротышке Зелёные Штанишки» Жана Гривы, многократно переизданной в Латвии и переведённой на японский язык.
Как выдающееся и значительное событие редакция рассматривала рассказы о Ленине писателя Юлия Ванага.
Наряду с писателями старшего поколения (Жан Грива, Валдис Лукс, Андрей Балодис, Лаймонис Пелманис, Витаут Люден, Марис Чаклайс, Дагния Зигмонте, Илзе Индране, Вия Упмале, Леон Бриедис, Янис Балтвилкс) произведения для детей начали создавать и публиковать в «Зилите» Янис Петерс, Петер Юрциньш, Петерис Зирнитис, Мара Залите. По приглашению «Зилите» в детскую литературу вошёл Викс со своими чудесными сказками о Мудрёном Воробышке.
На латышском языке журнал представлял произведения зарубежных авторов: бельгийского писателя Мориса Карема, молдавского Спиридона Вангели (приключения мальчика Гугуцэ), литовского Витаутаса Петкявичюса («Почемучка»), белорусского Владимира Липского («Рыгорек»), которые в своих произведениях давали ребятам примеры положительного героя, «мальчика или взрослого, на которого хотелось бы равняться, с которого можно брать пример».
С редакцией сотрудничали известные художники: Александр Станкевич, Гунар Цилитис, Гирт Вилкс, Майя Табака, Дайна Лапиня, Маргарита Старасте, Айя Зиле, Майя Драгуне, молодые Ирена Лусе-Олесова, Дайна Аулмане, Майя Бренце, Тамара Чудновска-Бемане, Ивета Юхневич. Художественным редактором с 1958 года был Рудольф Янсонс. Критик Валдемар Анцитис считал, что именно иллюстрации привлекают читателей журнала. Отнимите яркие картинки — и «Зилите» не будет.

## Работа с читателями
Редакция журнала организовывала встречи с читателями и читательские конференции для популяризации детской литературы.
Побуждая детей к литературному творчеству, редакции журналов «Драугс» и «Зилите» проводили ежегодный конкурс школьных литературных журналов, с 1-го по 4-й класс и отдельно для каждого класса начальной школы. Таким образом стимулировались массовая подготовка творческих работ и дух соревновательности.
К 60-летию ВЛКСМ редакция объявила конкурс детского творчества «Мы твоя надёжная смена, комсомол!», итоги которого подводились в октябре 1978 года, а лучшие сочинения и рисунки публиковались в журнале. Подобные конкурсы носили массовый и общереспубликанский характер: так, в конкурсе «Дорогой Ленина, дорогой Октября» за первое место было награждено 92 ребенка в возрасте от 4-х (воспитанники 46-го детского сада ПО «Радиотехника» Янис Кивлиниекс и Ральф Енерт) до 11 лет (ученики 5 класса Рижской третьей школы-интерната И. и Э. Катлапы).

## Приватизация
Издательство Zaļais circenis было учреждено в 1996 году с целью приватизации издательства «Зилите» (латыш. Apgāds Zīlīte). В первые годы существования издательство выпускало не только «журнал для семьи и природе» «Зилите» и журнал для малышей «Эзис», но и детские книги в сериях Zīlītes bibliotēka и Eža bibliotēka.
Подписка на журнал начала уменьшаться с начала 1990-х годов. Государство выделяло на издание очень малые средства  на конкурсной основе: так, в 2003 году на издание обоих детских журналов было выплачено только 630 латов в квартал (менее 1000 евро).

## Прекращение издания
Издатель двух детских журналов на латышском языке — «Синичка» и «Ёж» (латыш. Zīlīte и латыш. Ezis, выходил с 1991 года), общество с ограниченной ответственностью Zaļais Circenis принял решение о прекращении выпуска в марте 2016 года из-за финансовых трудностей. Исполнительный директор Лиене Яудзема (латыш. Liene Jaudzema) пояснила, что многие годы детские журналы выходили благодаря помощи спонсора, «но это не может длиться вечно». Последние номера обоих изданий вышли в январе.

## Редакторы[7]
- Инесе Спура (латыш. Inese Spura)
- Дайна Олиня (латыш. Daina Oliņa)
- Янис Балтвилкс (латыш. Jānis Baltvilks)
- Марис Рунгулис (латыш. Māris Rungulis)
- Андрис Питеранс (латыш. Andris Piterāns)

## Адреса
- Рига, улица Горького, 6.
- Рига, Дом печати.